# Mega Award
De Mega Award (ook wel geschreven als Megaward) is een initiatief van 3FM, de TROS en GfK Dutch Charts. De genomineerden zijn alle Nederlandse 3FM-artiesten die het afgelopen jaar in de top 10 van de Mega Top 50 stonden. Uit die lijst bepalen luisteraars via de website van de zender wie de prijs krijgt. De Mega Award wordt jaarlijks uitgereikt in de jaarlijst van de Mega Top 50 op 3FM.

## Winnaars
- 1995: Marco Borsato
- 1996: Total Touch
- 1997: Anouk
- 1998: Volumia
- 1999: City to City
- 2000: Krezip
- 2001: K-otic
- 2002: DI-RECT
- 2003: Jim
- 2004: Ali B.
- 2005: Lange Frans & Baas B.
- 2006: Jan Smit
- 2007: Alain Clark
- 2008: Ilse DeLange
- 2009: Miss Montreal
- 2010: Caro Emerald
- 2011: Gers Pardoel
- 2012: genomineerd waren Dotan, Krystl en Racoon